# یو سونگ هو
یو سونگ هو (کره‌ای: 유승호; زادهٔ ۱۷ اوت ۱۹۹۳) بازیگر اهل کره جنوبی است که به عنوان بازیگر کودک در فیلم «راه خانه» (۲۰۰۲) به شهرت رسید.

## زندگی هنری
آغازگر فعالیت‌های یوسئونگ هو، شرکت او در یک آژانس تجاری با نام n016 در سال ۱۹۹۶ بود.
هنگامی که او هفت سال سن بیشتر نداشت حرفهٔ خود را به عنوان یک بازیگر کودک در سال ۲۰۰۲ آغاز کرد و دراولین سریال کره‌ای خود
به ایفای نقش پرداخت.
اما سریال The Way Home ' اولین فعالیت او بود که باعث درخشش کم نطیر او در دنیای بازیگری شد.
او در این سریال نقش یک پسر شهرستانی را داشت که درگیر ودار درک معنای زندگی بود و با مادربزرگ نیمه شنوای خود روزگار می‌گذراند.
این فیلم اگرچه بودجهٔ کمی را به خود اختصاص داده بود اما با جذب ۴ میلیون مخاطب به خوبی درخشید.
پس از آن یو به ترتیب در سریال‌های "Korea's Younger Brother" و (Heart Is... (2006 ایفای نقش کرد.
Heart Is... دربارهٔ علاقهٔ یک پسر جوان به سگ موردعلاقه اش است.
(Unforgettable (2008 هم نام دیگر اثر اوست که در داستان این درام به کودکان یک جزیرهٔ دورافتاده برمیگردد که در دههٔ ۱۹۷۰ مجبورند تا برای گذران زندگی در یک کارخانهٔ آبنبات‌سازی در سئول مشغول به کار شوند.
او هم چنان کار خود را در تلویزیون با درخشش در سریال Magic Warriors Mir & Gaon 2005، ادامه داد. سریالی که
از سحر و جادو و ماجراجویی‌های کودکانه حکایت داشت.
او در طی یک سال توانست دوستان هم سن و سال خود را با بازی در سریال‌ها و نقش‌های زیر پیدا کند
و سال‌های سال همکاری خود را با آنان ادامه دهد:
Yi Sun-sin در Immortal Admiral Yi Sun-sin 2004, سئونگ‌جونگ چوسان در The King and I 2007, در گوآنگ گائتو بزرگ در افسانه (درام کره‌ای) 2007.
در سال ۲۰۰۹ او درنقش یک نوجوان یاغی با سرطان کلیه درخشید که پدرخوانده اش معتاد به الکل بودو پدر خونی او هم در موسسه‌های روسپی گری فعالیت می‌کرد. این نوجوان در کشمکش‌هایی گرفتار می‌شود که پس از وقوع یک قتل در کلاس درسش اتفاق می‌افتد.
با شروع قسمت ۳۴ از این سریال یو در شبکه‌ای دیگر در نقش متفاوتی ظاهر شد که آن سریال در سال ۲۰۰۹ برترین سریال کره‌ای سال شناخته شد.
نام این سریال Queen Seondeokبود.
از ۴ سال پیش که او سنین نوجوانی خود را پشت سر گذاشت در نقش‌های اصلی دیده شد.
سال ۲۰۱۰ بود که او در نقش Baek-hyun و در سریال Master of Study بازی کرد.
این سریال برپایهٔ داستان مصور ژاپنی به اسم Dragon Zakura بوده و
داستانش دربارهٔ وکیل مصمی است که معلم یک مدرسه ناموفق می‌شود و برای نجات مدرسه از منحل شدن، کلاس ویژه‌ای را از پنج دانش آموز که جزء بدترینهای مدرسه هستند تشکیل می‌دهد تا آنهارا برای رفتن به بهترین دانشگاه‌های کشور تعلیم دهد.
او قبلاً در موزیک ویدئویی از تی-آرا با نام " Lies "هم بازی کرد که در این کار بازیگر سریال Master of Study' یعنیPark Ji-yeonهمراه او بود.
هم چنین اودر موزیک ویدیوی "Like The Stars" که کار مشترک The One و Taeyeon از سونوشیده بود، شرکت کرد. این موزیک ویدیو ۱۷ نوامبر سال ۲۰۱۰ منتشر شد.Flames of Desire فیلمی بود که یو سئونگ را به بازی در نقش‌های بزرگتر دعوت کرد. یو در این فیلم نسل دوم از یک خاندان ثروتمند راایفا می‌کرد که بی علاقه به جنگ جانشینی در میان وابستگان خود بود و در سن ۲۱ سالگی ازدواج کرد.
همین‌طور، در سال ۲۰۱۰ سئونگ هو با IU آهنگی "Believe In Love" خواندند که برای برنامهٔ خیریهٔ معروف کره‌ای Love Request بود. سئونگ هو آن‌ها در این برنامه به محله‌های فقیرنشین در هند رفتند و از نزدیک شاهد شرایطـ سخت زندگیشان بودند.
در سال ۲۰۱۱ او تحت تعلیم لی جائه هیون برای آموزش‌های رزمی قرار گرفت و برای بازی در Warrior Baek Dong-soo" فنون شمشیر زنی خود را به اجرا گذاشت. این فیلم در ژانر اکشن اکران شد.
لیفی مرغی در جنگلمجموعه‌ای بود که به صورت کاست در اختیار کودکان قرار گرفت.
این مجموعه برگرفته از رمانی به قلم هوانگ سان-می بود که پرفروش‌ترین انیمه‌های کره‌ای با اقتباس از آن ساخته شد.
داستان این رمان به گونه‌ای بود که به نوعی ماجرای جوجه اردک زشت را تداعی می‌کرد.
یوسئونگ هو در این مجموعه به صدا پیشگی پرداخت.
Blind فیلمی دیگر بود که یو در آن نقش یک پسر پستچی را بازی کرد که در ماجرای زندگی یک افسر اسبق پلیس که حالا نابینا شده‌است سهیم گردیده.
در سال ۲۰۱۲ یوسئونگ اولین تجربهٔ نقش اولی خود را با بازی در درام Operation Proposal به دست آورد.
این درام بازسازی شدهٔ یک سریال ژاپنی بود و روایتگری جوانی را برعهده داشت که در ورزش بیس بال فعالیت داشته.
او هرگز نتوانسته بود که در کودکی عشق خود را به همبازی خود ابراز کند از این رو حالا مجبور بود تا به سفر درزمان بپردازد و با بازگشت به قدیم این محبت را ابراز نماید تا معشوقه اش را در جوانی از دست ندهد.
در آگوست سال ۲۰۱۲، سئونگ هو نقش پادشاه بهشت را در سریال تاریخی Arang and the Magistrate در کنار لی جونگی و شین مین آه بازی کرد.
این سریال تاریخی بر پایهٔ باورها و اعتقادات سنتی دربارهٔ Arang هست که در آن
به‌طور ناعادلانه کشته می‌شود و برای افشای حقیقت مرگش به صورت یک روح بازمی‌گردد.
در اکتبر سال ۲۰۱۲، سئونگ هو نقش کانگ هیون جون (Harry Borrsion) را در سریال Missing You بازی کرد.
بازیگران دیگر این سریال پارک یوچون و یون ایون‌های بودند. داستان دربارهٔ Soo-yeon و Jung-woo دو عاشق و معشوق دبیرستانی بود که در یک ماجرای هولناک از هم جدا می‌شوند و این ماجرا تا زمان بزرگسالی هم ادامه پیدا می‌کند. تا چند سال بعد که بازرس Jung-woo که احساس گناه می‌کند ناامیدانه به دنبال Soo-yeon می‌گردد؛ ولی وقتی به‌طور اتفاقی با او روبه رو می‌شود، Soo-yeon دیگر آن Soo-yeonسابق نبود و هویت جدیدی برای خودش دست و پا کرده بود.
جالب است بدانید که در مطبوعات به دلیل شباهت یو سئونگ به So Ji-subبه او لقب سوجی کوچک را داده‌اند.
این دو در سال‌های ۲۰۰۸ و ۲۰۱۳ دو موزیک ویدئو را با همکاری یک دیگر منتشر کردند.
این دو موزیک ویدئو به ترتیب با نام‌های Lonely Life و Eraser هستند.
لازم است ذکر شود که یوسئونگ در ۹ آوریل ۲۰۱۳ سفرنامه‌ای از خود با نام Travel Letter, Spring Snow, And...  منتشر کرد که عکس‌های آن توسط بوری عکاس معروف کره گرفته شده‌است. این عکس‌ها آخرین پروژهٔ حرفه‌ای بوری پیش از مرگش محسوب می‌شود.

## زندگی شخصی
یوسئونگ پس از فارغ‌التحصیلی از دبیرستان گویانگ، از دانشگاه‌های معتبر کره پذیرش شد.
اما او از رفتن به دانشگاه چشم پوشی کرد چرا که معتقد بود در آن دوره بیشتر باید به حرفهٔ اصلی خود بپردازد و تا زمانی که به رشتهٔ تحصیلی خاصی علاقه‌مند نشده نباید به دانشگاه برود.
در میان انتقادهایی که به این تصمیم یو وارد شد اما طرز تفکر وی اندیشه‌های مثبتی را در ذهن دانشجویان مشهور و با سابقهٔ دانشگاه‌های کره ایجاد کرد.
۵ مارچ ۲۰۱۳، سئونگ هو به خدمت سربازی رفت و به مدت پنج هفته آموزشهای پایه را گذراند و به عنوان یک سرباز وظیفه باید ۲۱ ماه را در ارتش فعالیت کند. اگرچه که دسامبر سال ۲۰۱۲ خبر داده شد که سئونگ هو برنامه‌ریزی کرده که بعد از اتمام سریال Missing You به سربازی برود ولی تا قطعی شدن ماجرا، خبر رفتنش را به‌طور رسمی اعلام نکرده بود.
سئونگ هو گفت که دوست دارد مثل یک سرباز معمولی انجام وظیفه کند نه به عنوان «سربازهنرمند» و برای همین برای آژانس رسانه‌ای وزارت دفاع درخواستی نفرستاده بود.

## فیلم‌شناسی

### فیلم
| سال  | عنوان                            | نقش                       | توضیحات                | منابع         |
| ---- | -------------------------------- | ------------------------- | ---------------------- | ------------- |
| ۲۰۰۲ | راه خانه                         | سانگ-وو                   |                        | [ ۳۱ ]        |
| ۲۰۰۳ | کریسمس ارو مبارک                 | گروه سرود "کودکان فرشته"  |                        | [ ۳۲ ]        |
| ۲۰۰۴ | به بابا نگو                      | کیم چو وون                |                        | [ ۳۳ ]        |
| ۲۰۰۶ | پنجه‌های دلچسب                    | چان یی                    |                        | [ ۳۴ ]        |
| ۲۰۰۸ | فراموش نشدنی                     | گیل سو                    |                        | [ ۳۵ ]        |
| ۲۰۰۹ | پسر فضایی                        | پسر فضایی                 | دوبلهٔ کره‌ای، (صداپیشه) | [ ۳۶ ]        |
| ۲۰۰۹ | شهر پدران                        | کیم جونگ چول              |                        | [ ۳۷ ]        |
| ۲۰۰۹ | راز زنگ چهارم                    | هان جونگ هون              |                        | [ ۳۸ ]        |
| ۲۰۱۱ | لیفی مرغی در جنگل                | گرینی                     | (صداپیشه)              | [ ۳۹ ]        |
| ۲۰۱۱ | نابینا                           | کوان گی سوب               |                        | [ ۴۰ ]        |
| ۲۰۱۲ | تکه‌هایی از خاطرات شیرین          |                           | (سه‌بعدی فیلم کوتاه)    | [ ۴۱ ] [ ۴۲ ] |
| ۲۰۱۵ | جادوگر چوسان                     | هوان هی                   |                        | [ ۴۳ ]        |
| ۲۰۱۶ | سوندال: مردی که رودخانه را فروخت | کیم این هونگ /کیم سون دال |                        | [ ۴۴ ]        |
| ۲۰۲۲ | محمولهٔ ویژه                      |                           | حضور ویژه              | [ ۴۵ ]        |

### مجموعه تلویزیونی
| سال       | عنوان                      | نقش                          | توضیحات               | منابع         |
| --------- | -------------------------- | ---------------------------- | --------------------- | ------------- |
| ۲۰۰۰      | Daddy Fish                 | جونگ دا اوم                  |                       | [ ۴۶ ]        |
| ۲۰۰۱      | پسرا گریه نکنید            | دوسان                        | درام ویژه             |               |
| ۲۰۰۱      | در پارکینگ اتفاق افتاد     |                              | درام ویژه             |               |
| ۲۰۰۳      | All That Ramen             | جون یونگ                     | درام ویژه             |               |
| ۲۰۰۳      | رویای پرندهٔ زمستانی        | جون هو                       | درام ویژه             |               |
| ۲۰۰۳      | نامهٔ عاشقانه               | جوانی لی وو جین              |                       |               |
| ۲۰۰۴      | Hi, Clementine             | سه بوم                       | درام ویژه             |               |
| ۲۰۰۴      | نان شیرین                  | جوانی لی شین هیوک            |                       | [ ۴۷ ]        |
| ۲۰۰۴      | دریاسالار جاوید یی سون شین | جوانی یی سون شین             |                       | [ ۴۸ ]        |
| ۲۰۰۴      | خانوادهٔ گرانبها            | پارک جون یی                  |                       | [ ۴۹ ]        |
| ۲۰۰۵      | داستان عشق غمگین           | جوانی سو جون یونگ            |                       | [ ۵۰ ]        |
| ۲۰۰۵      | Magic Warriors Mir & Gaon  | میر                          |                       | [ ۵۱ ]        |
| ۲۰۰۶      | دوباره ضرب‌و‌شتم             | وانگ هه ریونگ                |                       | [ ۵۲ ]        |
| ۲۰۰۷      | پادشاه و من                | جوانی سونگ‌جونگ               |                       | [ ۵۳ ] [ ۵۴ ] |
| ۲۰۰۷      | افسانه                     | جوانی دامدوک                 |                       | [ ۵۳ ] [ ۵۴ ] |
| ۲۰۰۹      | ملکه سوندوک                | کیم چونچو                    |                       | [ ۵۵ ]        |
| ۲۰۰۹      | تو زیبایی                  | مشتری در فروشگاه             | حضور افتخاری (قسمت ۹) |               |
| ۲۰۱۰      | کارشناسی ارشد              | هوانگ بک هیون                |                       | [ ۵۶ ]        |
| ۲۰۱۰      | شعله‌های هوس                | کیم مین جه                   |                       | [ ۵۷ ]        |
| ۲۰۱۱      | بک دونگ سو دلاور           | یو وون                       |                       | [ ۵۸ ]        |
| ۲۰۱۲      | پیشنهاد تأثیرگذار          | کانگ بک هو                   |                       | [ ۵۹ ]        |
| ۲۰۱۲      | آرانگ و دادرس              | امپراتور جید (پادشاه بهشت)   |                       | [ ۶۰ ]        |
| ۲۰۱۲      | دلم برات تنگ شده           | کانگ هیونگ جون / هری بوریسون |                       | [ ۶۱ ]        |
| ۲۰۱۵      | گربهٔ خیالی                 | هیون جونگ هیون               |                       | [ ۶۲ ]        |
| ۲۰۱۵–۲۰۱۶ | به یادآور                  | سو جین وو                    |                       | [ ۶۳ ]        |
| ۲۰۱۷      | فرمانروای نقابدار          | یی سون                       |                       | [ ۶۴ ]        |
| ۲۰۱۷–۲۰۱۸ | من ربات نیستم              | کیم مین کیو                  |                       | [ ۶۵ ]        |
| ۲۰۱۸      | بازیکن                     | لی هان سانگ                  | حضور افتخاری (قسمت ۱) | [ ۶۶ ]        |
| ۲۰۱۸–۲۰۱۹ | قهرمان عجیب من             | کانگ بوک سو                  |                       | [ ۶۷ ]        |
| ۲۰۲۰      | مموریست                    | دونگ بک                      |                       | [ ۶۸ ]        |
| ۲۰۲۱–۲۰۲۲ | مون‌شاین                    | نام یونگ                     |                       | [ ۶۹ ]        |